# ZM Поточний секрет
«ZM Поточний секрет» (нім. ZM Streng geheim) — серія дитячих книжок Марліз Арольд. Абревіатура ZM розшифровується як машина часу (нім. Zeitmaschine) й водночас пояснює зміст книг.

## Сюжет
Діти Міхаель та Гайке Яшке відвідують свого двоюрідного дядька професора Амброзіуса Келера під час літніх канікул. Він затятий винахідник і побудував машину часу у своїй підвальній лабораторії. У роботі пристрою є декілька підводних каменів, і тому вони вдвох разом із сусідським хлопчиком Томасом Палем і його собакою Муртойфелем знову і знову переживають найнеймовірніші пригоди.

## Книги
Серію видав Pelikan Verlag у Ганновері у 1980-х роках. Перші томи з’явилися як підсерія в серії «Місце зустрічі пригод» (TA), а перші два томи перевидали наприкінці 1980-их років і доповнили новим томом «Остання ніч Трої». Потім Pelikan Verlag припинив випуск серії в м'якій обкладинці.
| №  | Назва                                  | TA    |
| -- | -------------------------------------- | ----- |
| 1  | «Таємниця старого професора»           | 7/301 |
| 2  | «Пограбування гробниць у Долині Царів» | 8/302 |
| 3  | «Сонячне місто Ол-Хамар»               | 9     |
| 4  | «Вогняна відьма»                       | 15    |
| 5  | «Таємниця Мачу-Пікчу»                  | 19    |
| 6  | «Правитель Атлантиди»                  | 23    |
| 7  | «Примарна рука Риму»                   | 27    |
| 8  | «Тінь Чингісхана»                      | 31    |
| 9  | «У країні тисячі мрій»                 | 35    |
| 10 | «Знак смерті корабля-дракона»          | 38    |
| 11 | «Остання ніч Трої»                     | 311   |

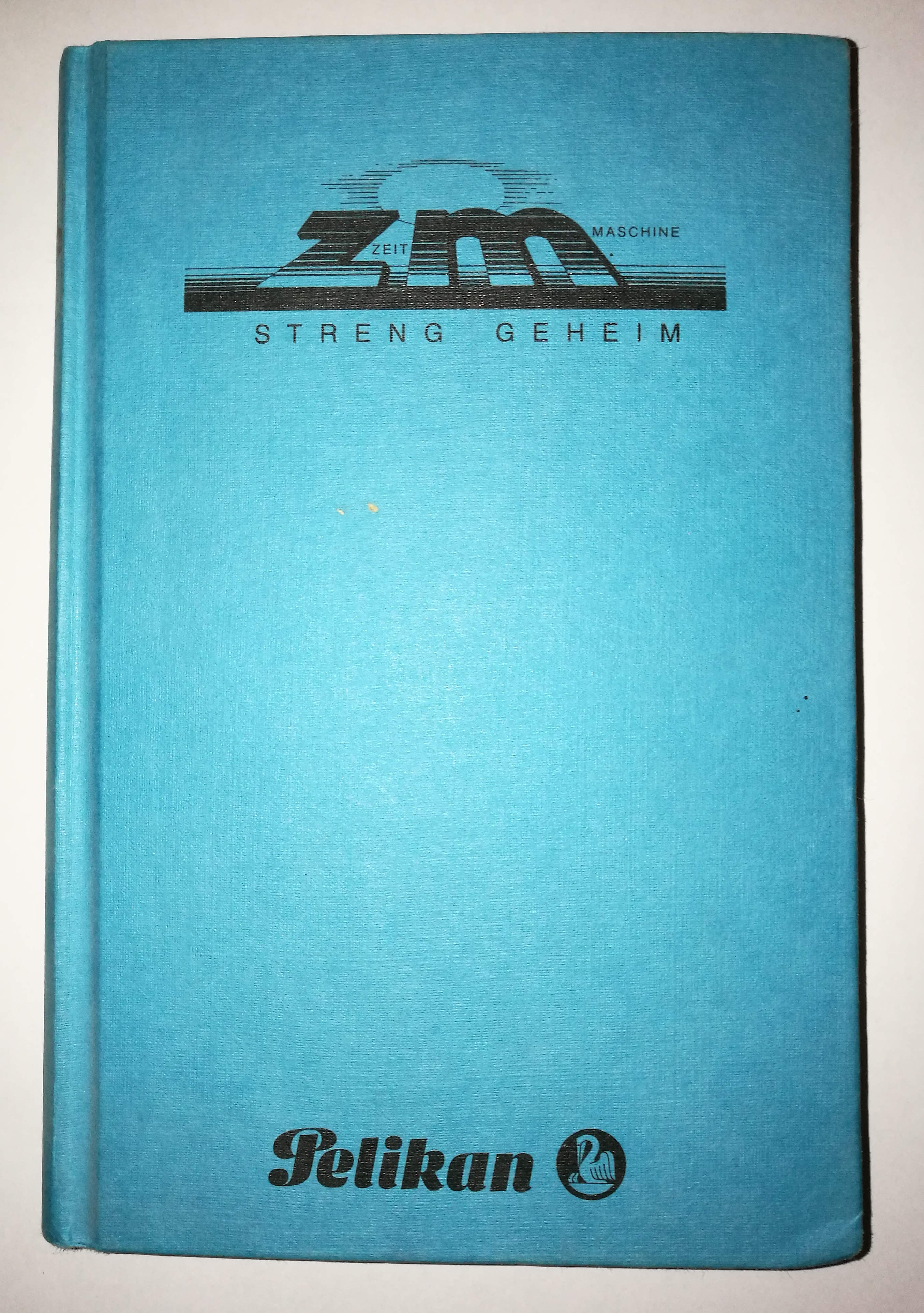
Книга у твердій палітурці з другої серії «ZM поточний секрет»

У 1990 році з'явилося продовження серії ZM у твердій обкладинці, ілюстрована Френком Розенцвайгом.
| №  | Назва                              |
| -- | ---------------------------------- |
| 1  | «Печерні люди з Мамуталя»          |
| 2  | «Таємниче місто Золотої лихоманки» |
| 3  | «Багдадський смарагд»              |
| 4  | «Помста друїда»                    |
| 5  | «Слони смерті»                     |
| 6  | «Маска пірата»                     |
| 7  | «Експедиція до Вавилону»           |
| 8  | «Караван на загибель»              |
| 9  | «Хто викрав Ейнштейна?»            |
| 10 | «Охоронець піраміди»               |
| 11 | «Катастрофа в Помпеях»             |
| 12 | «Хибний курс до Індії»             |
| 13 | «Кінь шамана»                      |
| 14 | «У лабіринті бога-бика»            |
| 15 | «Атлантида II: Місто під водою»    |
| 16 | «Диявольська пісня з Левової арки» |
| 17 | «Фальшивий махараджа»              |
| 18 | «Храмове місто в джунглях»         |

Частини другої серії перевидана Ерікою Клопп Верлаг у 2000-их роках, але головні герої та їхнє походження відрізняються: тепер професора звуть Магнус Амброзіус, який має онука (Бенджаміна), мати якого померла. Друзі Бенджаміна – Мелані Єшке та Томас Паль. Муртойфеля тепер називають Майором. Не з’являються перші дві версії машини часу, а також пані Шнайдер, економка професора.
| № | Назва                                             |
| - | ------------------------------------------------- |
| 1 | «У чаклунській пастці» [= «Помста друїда»]        |
| 2 | «Охоронець піраміди»                              |
| 3 | «Маска пірата»                                    |
| 4 | «Захоплений у Помпеях» [= «Катастрофа в Помпеях»] |